# Ronald Petrovický
Ronald Petrovický (Žilina, 15 febbraio 1977) è un ex hockeista su ghiaccio slovacco.

## Carriera
La sua carriera è iniziata in patria nella stagione 1993/94 con l'HK Dukla Trencin. Ha militato in WHL dal 1994 al 1998 con Tri-City Americans, Prince George Cougars e Regina Pats. In seguito è approdato in AHL per due stagioni con i Saint John Flames, e poi in NHL, indossando le maglie di Calgary Flames (2000-2002), New York Rangers (2002/03), Atlanta Thrashers (2003/04, 2005/06) e Pittsburgh Penguins (2006/07).
Nel 2004/05 ha giocato in Slovacchia con l'MsHK Zilina e in Svezia con il Brynäs IF. Nella stagione 2006/07 ha fatto ritorno in AHL con i Wilkes-Barre/Scranton Penguins.
Negli ultimi anni della sua carriera ha giocato con HK Dukla Trencin (2007/08), MODO Hockey (2007/08), EV Zug (2007/08), Dinamo Riga (2008/09, in KHL) e Springfield Falcons (2009/10, in AHL).
Con la nazionale slovacca ha preso parte a due edizioni dei campionati mondiali (2000 e 2004), conquistando la medaglia d'argento nel 2000.

## Palmarès

### Mondiali
- 1 medaglia:
  - 1 argento (Russia 2000)